# 直接选举

截至2022年，按執政黨在上次選舉中獲得的選票百分比著色的歐洲國家地圖

直接選舉（英語：Direct election），簡稱直選，即政府首腦或立法機關的議員由民眾直接選舉產生。選民可以直接以“一人一票（one person, one vote）”的方式，投票予他們喜歡的參選人。至於決定當選者則要依據不同的選舉方式。一般而言以得到較多數選票者勝或以兩局制先行淘汰部份參選者。相對概念為間接選舉。現時直接選舉主要出現在總統制國家，議會制國家多為間接選舉。

## 中华人民共和国（中国大陆）
- 地方自治：县级行政区、乡级行政区之人民代表大会（地方权力机关），基层群众自治组织由直接選舉產生。另外特别行政区之立法會（省级行政区地方议会）部份議員由直接選舉產生。
- 中华人民共和国國家領導人與全国人民代表大会（最高國家權力機關）代表，以及上级行政区（省级行政区、地级行政区）之地方行政首長及人民代表大会（地方權力機關）代表由間接選舉產生。

### 中國內地
《中華人民共和國憲法》規定，中華人民共和國公民有直接選舉和間接選舉的權力。在中国内地的实践中，直接選舉一般为县级行政区以下之地方組織的选举制度，而其上的选举均以间接选举方式进行。直接選舉之規範包含在人民代表大会制度以及基层群众自治制度當中。
- 人民代表大会制度中，根据《中華人民共和國全國人民代表大會和地方各級人民代表大會選舉法》，公民可以直接選舉县级行政区（包含县、自治县、县级市、市辖区）和乡级行政区（包含乡、民族乡、镇）的人民代表大会代表。但需要注意中國國土遼闊，制度多有例外，如在少數行政區層級簡化的地區設有不设区的市，其地位雖為地级行政区但是其人民代表大会也由直接選舉產生。
- 基层群众自治制度中，根据《中华人民共和国城市居民委员会组织法》和《中华人民共和国村民委员会组织法》，包含社区之居民委员会與行政村之村民委员会的代表由公民直接选举产生。

### 香港特別行政區
- 香港立法會現今共設議席90席，地區直選議員佔20席，功能界別議員佔30席，選舉委員會界別議員佔40席。
- 香港的18個區均設有諮詢性質的區議會共479名區議員議席中除27個新界鄉事委員會主席兼任的當然議員外，其餘均為直接選舉，由區議會單一選區選民選出。

### 澳門特別行政區
- 澳門立法會現今共設議席33席，其中14席實行直接選舉，12席實行間接選舉，7席由澳門特別行政區行政長官委任。

## 法國
- 中央政府：總統與國會的國民議會（下議院）全部議員由直接選舉產生；而國會的參議院（上議院）則是由間接選舉產生。

## 日本
- 中央政府：國會包含參議院與眾議院兩院的全部議員由直接選舉產生。
- 地方自治：日本的47個都道府縣，道府縣下各市町村及都下各特別區等各級行政區之地方行政首長及地方議會之全部議員均由直接選舉產生。

## 大韓民國（）
- 中央政府：國會（一院制）的全部議員與總統均由直接選舉產生。
- 地方自治：韓國的17個市長及道知事、市道议会、区议会均由直接選舉產生。

## 俄羅斯
- 聯邦政府：總統與聯邦會議的国家杜马（下議院）全部議員由直接選舉產生；而聯邦會議的聯邦委員會（上議院）的議員不由選舉產生。

## 中華民國（臺灣）
- 中央政府：總統及立法院（一院制國會）全部立法委員均由直接選舉產生。
- 地方自治：臺灣的22個直轄市、縣、市，縣下各鄉、鎮、縣轄市與直轄市下各山地原住民區等各級行政區之地方行政首長及地方議會之全部議員均由直接選舉產生。

### 早期
20世紀初，臺灣在日本統治時期中期的大正民主風潮中進行了臺灣議會設置請願運動。雖然未得到日本帝國政府的同意，但是之後於1935年11月22日舉行了第一回市會及街庄協議會員選舉的直接選舉，選出了市會與街協議會之半數議員。此為臺灣歷史上之首此選舉，但在1939年舉行第二回選舉後因即為大東亞戰爭爆發不再舉行。直接選舉僅及於最基層之民意機關。
1945年8月，第二次世界大战結束，中華民國代表盟軍接受臺灣，並成立臺灣省。隨後，臺灣省行政長官公署公布《臺灣省各級民意機關成立方案》（1945年12月）與《臺灣省各縣市村里長選舉辦法》（1946年2月）。成立方案中直接選舉也僅及於最基層之民意機關如鄉、鎮、縣轄市、區民代表會等，往上之縣、市參議會與省參議會則由下級議會間接選舉選出。而行政區之首長方面村里長為直接選舉，鄉、鎮、縣轄市、區長由各鄉鎮市區民代表會間接選舉，往上之縣、市長則由臺灣省行政長官公署指派，臺灣省行政長官由中央政府（行政院）指派。1947年《中華民國憲法》實施後，依照憲法舉行了第一屆國民大會代表及第一屆立法委員的直接選舉。該二選舉在中国大陆以及臺灣舉行。值得注意的是，這也是中国大陆最後一次的國會直接選舉。

### 中華民國政府遷臺後

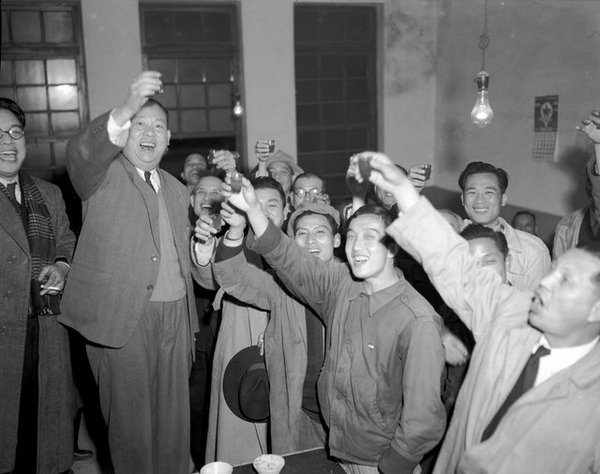
吳三連(左二)於1951年1月7日獲悉以65.5%高票當選臺北市第一屆民選市長後在辦事處與支持者舉杯同歡。

1949年12月，中華民國政府因第二次国共内战中之不利形勢，宣佈將政府遷往其甫於1945年第二次世界大战後代表盟軍自日本佔領領土臺灣的首府臺北市。進入1950年代後戰事漸歇，中國國民黨領導的中華民國政府與中国共产党領導的中華人民共和國政府隔台灣海峽兩岸分治的格局型成。有鑑於第二次国共内战之結果以及先前二二八事件的經驗，中華民國政府於1950年頒布《臺灣省各縣市實施地方自治綱要》擴大直接選舉之舉行，將直接選舉的範圍向上延伸至縣市層級，以反應民意。臺灣隨後並舉辦了第一屆縣市議員選舉、第一屆縣市長選舉、以及第一屆鄉鎮市區長選舉。1954年，臺灣省臨時省議會議員由縣市議會間接選舉改為直接選舉。1959年，省轄市之區長由直接選舉改為由市長指派。直接選舉之舉行使得吳三連與高玉樹等台灣本省非中國國民黨的黨外運動人士亦可多次當選為具實權之首都臺北市市長。
而在中央政府方面，中國國民黨控制的中華民國政府以維護「法統」為理由，無限延續隨政府來臺的國會議員之任期，型成「萬年國會」。政府遷臺20年後，於1969年起，在臺灣舉辦了有限度的增選補選與增加名額選舉，但大多數中央民意代表維持不改選。
至1980年代末期臺灣民主化前夕，在臺灣舉行的直接選舉僅及於縣、市以下之地方首長，省、直轄市以下之地方議會議員，以及少數增額國民大會代表與增額立法委員。而省主席與直轄市長則由中央政府（行政院）指派，中央之國會大多為無須改選之「萬年國會」，做為國家元首的總統由萬年國會選舉。

### 臺灣民主化
1980年代末期，台灣民主化在中華民國政府決定於開放組黨結社、組織參加集會遊行、從事政治活動、自由辦報或出版刊物後有了更全面的進展。1991年5月憲法第一次增修後確立了國會在臺灣全面改選，落實於1991年12月的第二屆國民大會代表與1992年12月的第二屆立法委員選舉，二者均直接選舉。1992年5月憲法第二次增修，做為最高層級行政區的省與直轄市之首長由中央政府（行政院）指派改為民選，隨後在1994年12月舉行了首次省市長選舉。1994年8月憲法第三次增修，確立了做為國家元首的總統及副總統由臺灣公民直接選舉並於1996年3月舉行了首次總統直接選舉。
至此，中華民國中央至地方各層級之行政首長與議會議員完全由臺灣公民直接選舉產生。直接選舉廣泛的舉行不但讓中華民國政府擁有更強的合法性，也讓中華民國在台灣成為真正的民主國家，在政治層面落實台灣本土化運動。直接民選的總統與國會更是中華民國在台灣主權獨立自主、政治自由民主、社會開放進步、政府依法行政、全民監督政府施政與公僕表現的重要象徵與方式。
此外，中華民國於2003年底成為東亞第一個立法保障公民投票權的國家，依《公民投票法》進行的公民投票亦屬廣義選舉與直接民權之一環。2005年憲法第七次增修，該次修憲去除國民大會所有職權，停止運作，此讓立法院成為中華民國唯一的國會，成為一院制。

## 土耳其
- 中央政府：大國民議會（一院制國會）全部議員與總統均由直接選舉產生。
- 總統原由大國民議會間接選舉選出，2014年起改以公民直接選舉產生。

## 美国
- 聯邦政府：國會包含參議院與眾議院兩院的全部議員由直接選舉產生；但總統是經由各州普選選出選舉人團後，再由選舉人團間接選舉產生。
- 地方自治：美國的50個州，州下各郡、市等各級行政區之地方行政首長及地方議會之全部議員均由直接選舉產生。